# Liste der guatemaltekischen Botschafter in Deutschland
Der Sitz der Gesandtschaft war:
- Ab 1961: Zietenstrasse, 16, 5300 Bonn 2 Bad Godesberg, 53173 Bonn
- Ab Ende 2000: Joachim-Karnatz-Allee 10557 Berlin

| Ernennung/Akkreditierung | Name                             | Bemerkungen                                                            | Posten verlassen |
| ------------------------ | -------------------------------- | ---------------------------------------------------------------------- | ---------------- |
| 1961                     | Francisco Linares Aranda         | [ 1 ]                                                                  |                  |
| 1966                     | Manuel Soto Marroquin            |                                                                        |                  |
|                          | Felipe Antonio Gándara Gracia    | [ 2 ]                                                                  | 1970 April 9.    |
| 1972 April 18.           | Francisco Linares Aranda         | [ 3 ]                                                                  |                  |
| 1984                     | Jorge Arnoldo Daetz Caal         |                                                                        |                  |
| 1985                     | Jorge Skinner-Klée Arenales      |                                                                        | 1998             |
| 1989                     | Ana Lucrecia Rivera Schwarz      | [ 4 ]                                                                  |                  |
| 1999                     | Anamaría Diéguez Arévalo         |                                                                        | 2000             |
| 2000                     | Francisco Villagrán de León      | 2000 Bonn -> Berlin; von 13. März 2008 bis 9. April 2008 in Washington | 2001             |
| 2003                     | Julio Roberto Palomo Silva       | 1986: Wien 1990: Bern, Peru                                            |                  |
| 2006                     | Heinz Erich Richter de León      | auch in Warschau akkreditiert                                          | 2007             |
| 2008                     | Nelson Rafael Olivero Garzia     | Geschäftsträger                                                        |                  |
| 2008 Juli 7.             | Gabriel Edgardo Aguilera Peralta |                                                                        |                  |
|                          | Crista Pricila Villatoro Delgado |                                                                        | August 2021      |
| 1. September 2021        | Jorge Alfredo Lemcke Arevalo     |                                                                        | amtierend        |